# Porte d’Italie (stacja metra)
Porte d’Italie – stacja linii 7 metra w Paryżu, położona w 13. dzielnicy.

## Stacja
Stacja została otwarta w 1930 roku na linii 10. Posiada jednonawową halę peronową z dwoma peronami bocznymi. Odcinek ten został włączony do linii 7 w 1931 roku.
Nazwa stacji pochodzi od bramy Italie (fr. Porte d’Italie) – bramami są nazywane w Paryżu miejsca pozwalające przekroczyć obwodnicę i granice administracyjne miasta (w większości dawniej były to przerwy w wałach miejskich). Brama Italie znajduje się nad stacją, a jej nazwa bierze się od Avenue d’Italie – paryskiej alei, której przedłużenie za bramą (dziś droga krajowa nr 7) prowadzi do granicy Francji z Włochami (fr. Italie).

## Przesiadki
Stacja umożliwia przesiadki na linię T3 tramwaju Île-de-France oraz autobusy dzienne RATP i nocne Noctilien.

## Otoczenie
W pobliżu stacji znajdują się:
- brama Italie
- dzielnica azjatycka